# 朗湖 (基爾)
54°18′12″N 10°09′35″E / 54.3032°N 10.1597°E

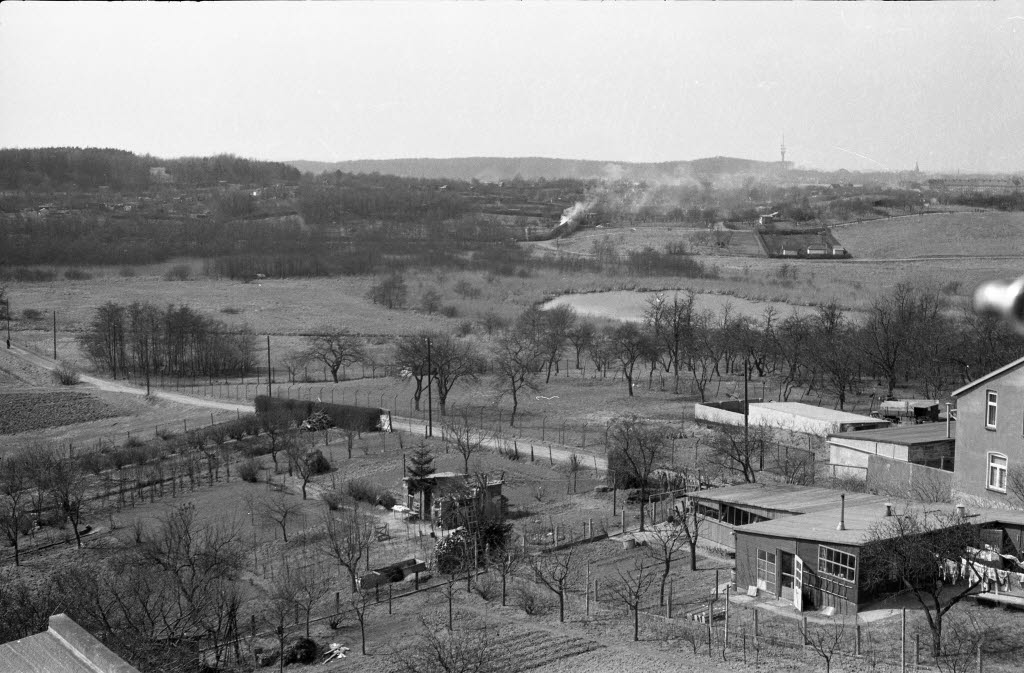

朗湖（德語：Langsee），是德國的湖泊，位於該國北部石勒蘇益格-荷爾斯泰因州，長0.7公里，面積0.06平方公里，海拔高度27米，平均水深1.8米，最大水深4米，湖岸線長度1.7公里。